# リューダ (小惑星)
リューダ (1158 Luda) は小惑星帯の小惑星である。グリゴリー・ネウイミンがクリミア半島のシメイズ天文台で発見した。
発見者の姉妹であるリュドミーラの愛称に因んで名付けられた。